# Goethe-Feier (1849)
Anlässlich des 100sten Geburtstags von Johann Wolfgang Goethe wurde am 28. August 1849 deutschlandweit eine Goethe-Feier abgehalten. Dabei wurden derartige Festlichkeiten bereits zu seinen Lebzeiten begangen und inszeniert. Im Mittelpunkt standen die Veranstaltungen in Weimar.
Dabei waren die Gedenkmotive hinsichtlich Goethe wie bei der Burschenschaft keineswegs nur positiv konnotiert, denen er als Fürstenknecht galt. Die Teilnahme der Burschenschaft unterblieb wohlweislich.
Die Herzogin-Anna-Amalia-Bibliothek wurde 1849 in Weimar wieder eingeweiht. Die Umbauten nach seinen Entwürfen erlebte Clemens Wenzeslaus Coudray nicht mehr, da er bereits 1845 starb. Die große Gedenkfeier fand hier statt und zeigt zugleich, dass in der bürgerlichen Welt Goethe auch noch weiterhin höchstes Ansehen genoss. Die Klassikstiftung Weimar sieht den Umbau durch Coudray als Beginn der Musealisierung der Bibliothek. Für die Goethe-Feier engagierte sich u. a. der Komponist Robert Schumann Franz Liszt komponierte hierzu eigens einen Festmarsch für den feierlichen Umzug. Im Hoftheater Weimar wurde eine Sondervorstellung des Torquato Tasso Goethe`s gegeben. Auch hierzu komponierte Liszt weitere Stücke wie z. B. die Ouvertüre. Daraus entstand später auch die Sinfonische Dichtung Tasso.
In Dresden hielt der Schriftsteller Karl Gutzkow zu dem Anlass am 28. August 1849 eine Rede, besser einen langen Trinkspruch. Auch in Berlin fand eine solche Dichterhuldigung statt.
In Frankfurt am Main wurde aus diesem Anlass ein Doppelgulden geprägt.